# Ernst Zörner
Ernst Emil Zörner (ur. 27 czerwca 1895 w Nordhausen, zm. 21 grudnia 1945) – członek NSDAP i niemiecki funkcjonariusz państwowy. Starosta miejski Krakowa i gubernator dystryktu Lublin w Generalnym Gubernatorstwie. 

## Życiorys

### Okres przed wybuchem II wojny światowej
Studiował w Wyższej Szkole Handlowej w Hanowerze. Po wybuchu I wojny światowej zgłosił się na ochotnika na front, gdzie dosłużył się stopnia porucznika w latach 1914–1918. Po wojnie przez rok służył w Grenzschutz Ost w Gdańsku. Potem prowadził własną palarnię kawy i sklep kolonialny. Od 1922 był współtwórcą NSDAP w Brunszwiku. W 1930 roku został posłem na Landtag Brunszwiku, a potem jego prezydentem. W 1932 został posłem do Reichstagu, a po przejęciu władzy przez Hitlera, jego wiceprezydentem. W 1932 dzięki fikcyjnemu zameldowaniu Hitlera u siebie w Brunszwiku umożliwił mu otrzymanie obywatelstwa niemieckiego. Po kłótni z szefem rządu Brunszwiku – Dietrichem Klagge i sprawie przed sądem partyjnym uniemożliwiono jego ponowny wybór na prezydenta Landtagu. Za pośrednictwem Hitlera został nadburmistrzem Drezna w latach 1933–1939. W tym okresie pojawia się polski wątek. 19 stycznia 1935 przybył z wizytą do Krakowa, gdzie przyjął go prezydent miasta dr Kaplicki. Złożył wieniec na grobie marszałka Piłsudskiego na Wawelu. Wskutek zarzutów finansowych oraz konfliktu z gauleiterem Saksonii, Martinem Mutschmann, utracił praktycznie stanowisko nadburmistrza Drezna – w 1937 r. został urlopowany. Znów z pomocą Hitlera powołano go na zastępcę Alberta Speera, który zajmował się projektowaniem stolicy Rzeszy „Germania”.

### Starosta Miejski Miasta Krakowa
We wrześniu 1939 Hans Frank sprowadził go do zarządzania w Krakowie. Od 27 września 1939 najpierw był komisarzem miasta, a potem wraz z utworzeniem administracji Generalnego Gubernatorstwa został starostą miejskim Krakowa. Według ówczesnych przepisów powinien mianować polskiego burmistrza, ale nie znalazł odpowiedniego kandydata. Powołał jednak polską Radę Przyboczną (Beirat) jako organ doradczy ludności miejscowej. W ciągu 5 miesięcy jego urzędowania i z jego inicjatywy:
- Prowadzono szeroką rekwizycję mieszkań dla Niemców, którą organizował Urząd Kwaterunkowy starosty. Osobiście zajmował na swe potrzeby luksusowe lokale.
- Wprowadzono lokalny system kartek na żywność oraz otwarto specjalne sklepy spożywcze dla Niemców
- Zmieniono nazwy głównych ulic na niemieckie oraz wyremontowano nawierzchnię Rynku Głównego – w przyszłości Adolf-Hitler-Platz
- Otwarto Teatr Miejski (J. Słowackiego) również z polskimi przedstawieniami, jednak wkrótce na skutek konfliktu z gubernatorem Otto von Wächterem został przejęty przez samego generalnego gubernatora Hansa Franka jako wyłącznie niemiecki Teatr Państwowy[5]

### Ostatni okres życia
21 lutego 1940 Hans Frank awansował go na gubernatora dystryktu Lublin. Wszedł tam w konflikt kompetencyjny z miejscowym dowódcą SS i policji Odilo Globocnikiem również z powodu „Akcji Zamość“. Na polecenie Heinricha Himmlera 10 kwietnia 1943 roku został usunięty ze stanowiska i odwołany do Rzeszy. Tam pracował dla organizacji Todt, zajmującej się budownictwem dla wojska. Pod koniec wojny jako porucznik Wehrmachtu stacjonował niedaleko Pragi, gdzie ślad po nim zaginął. Niewykluczone, że ukrywał się pod zmienionym nazwiskiem. W 1960 roku na wniosek jego córki uznano go za zmarłego z dniem 21 grudnia 1945.